# Бодрово (Болгария)
Бодрово (болг. Бодрово) — село в Болгарии. Находится в Хасковской области, входит в общину Димитровград. Население составляет 293 человека.

## Политическая ситуация
В местном кметстве Бодрово, в состав которого входит Бодрово, должность кмета (старосты) исполняет Мария Иванова Господинова (Болгарская социалистическая партия (БСП)) по результатам выборов.
Кмет (мэр) общины Димитровград — Стефан Димитров Димитров (коалиция партий: Союз свободной демократии (ССД), Земледельческий народный союз (ЗНС), Болгарская рабочая социал-демократическая партия (БСДП), «Новые лидеры» (НЛ)) по результатам выборов.